# Albinów Mały
Albinów Mały [pronunciación en polaco: /alˈbinuf ˈmawɨ/] es una aldea ubicada en el distrito administrativo de Gmina Goraj, dentro del condado de Biłgoraj, voivodato de Lublin, en el este de Polonia. Se encuentra a unos 6 kilómetros al este de Goraj, a 29 kilómetros al norte de Biłgoraj, y a 61 kilómetros al sur de la capital regional Lublin.
El pueblo tiene una población de 40 habitantes.